# Asura flavescens
Asura flavescens är en fjärilsart som beskrevs av Rothschild 1912. Asura flavescens ingår i släktet Asura och familjen björnspinnare. Inga underarter finns listade i Catalogue of Life.